# Гарпун

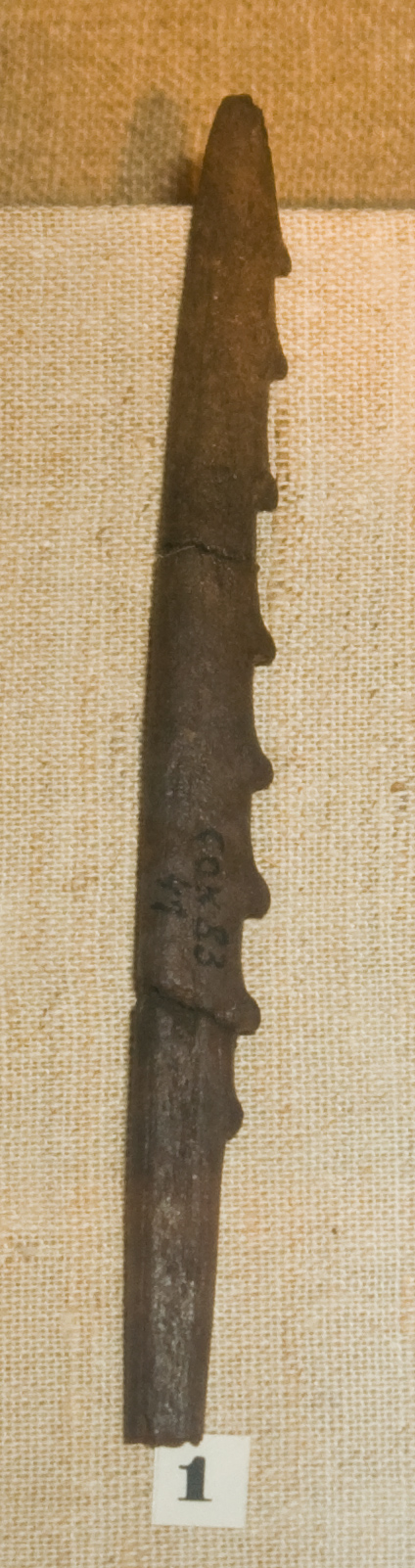
Гарпун из кости азильской культуры. 12000—9500 л. до н. э.

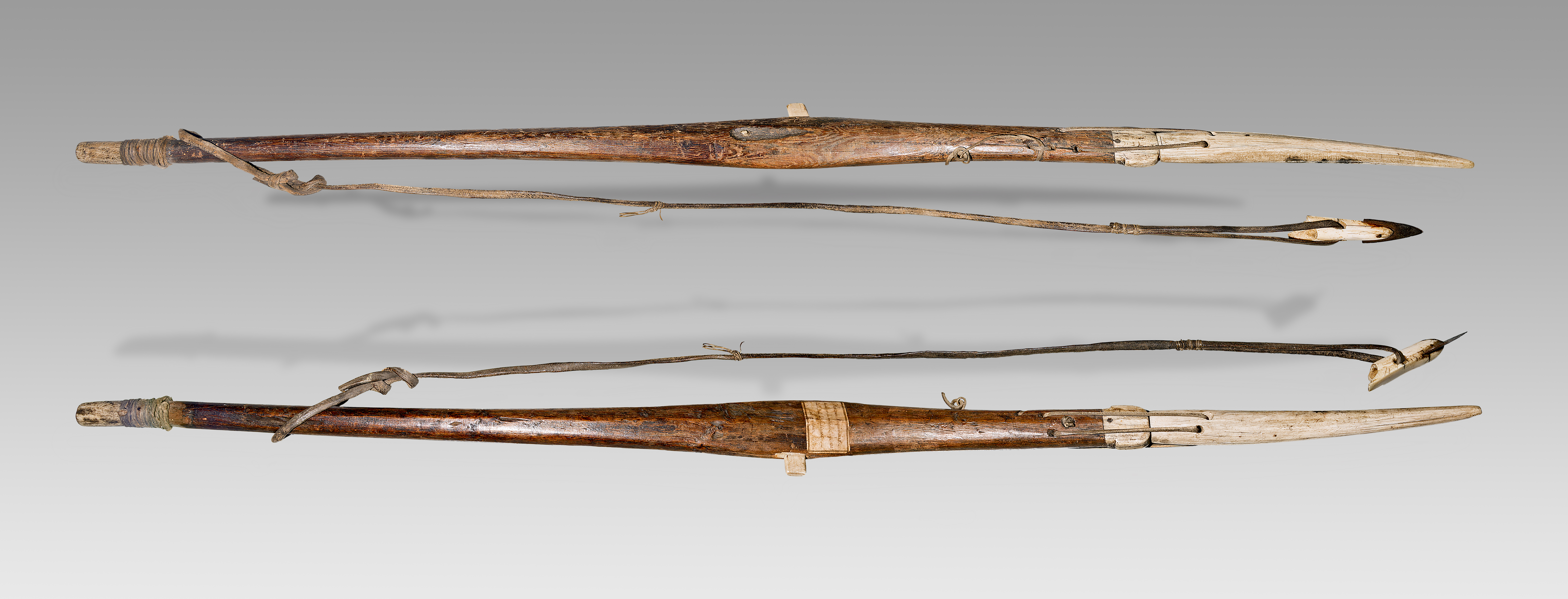
Эскимосские гарпуны. Лабрадор, Канада, 1911 г.

Гарпу́н (от нидерл. harpoen) — метательное оружие в виде копья с зазубренным наконечником для охоты на китов и других крупных морских животных.
Примитивный ручной гарпун состоял из древка и наконечника из кости, камня или металла. Наконечник оснащался боковыми зубцами и дополнительно был соединён с древком ремнем или веревкой. При попадании в тело животного древко отделялось от застрявшего в теле наконечника, ремень разматывается, а всплывающее древко указывает охотнику путь животного.
Современный гарпун представляет собой металлическую стрелу, которую выстреливают из подводного ружья или гарпунной пушки. Гарпун на крупных морских млекопитающих состоит из штока и головки с раскрывающимися лапами; на гарпунном наконечнике могут размещать гранату обтекаемой формы, разрывающуюся в теле животного; вылетая из гарпунной пушки, гарпун увлекает за собой прикрепленный к нему линь (трос), конец которого закреплен на китобойном судне.
Гарпунами также называются устройства со схожим принципом действия для закрепления космических спускаемых аппаратов при посадке на малые небесные тела.

## История
Предположительно, примитивные гарпуны начали использовать в конце палеолита — начале мезолита, Однако, в Катанде (Конго) костяные гарпуны с зазубринами изготавливались 75—174 тыс. лет назад.

## В культуре
Описанию профессии гарпунщика немало страниц посвятил Герман Мелвилл в своём знаменитом романе про китобоев «Моби Дик», в котором в частности детально исследуется метафизика «принципа загарпунивания».